# Josafat Šiškov
Robert-Matej Šiškov, AA, řeholním jménem Josafat (9. února 1884, Plovdiv – 11. listopadu 1952, Sofie) byl bulharský římskokatolický kněz a řeholník kongregace Augustiniánů Nanebevzetí Panny Marie, popravený během komunistické totality. Katolická církev jej uctívá jako blahoslaveného mučedníka.

## Život

Pamětní deska jeho a jeho společníků na chrámu Nanebevstoupení Páně v Plovdivu

Narodil se dne 9. února 1884 v Plovdivu do velké římskokatolické rodiny. V devíti letech vstoupil do menšího semináře Augustiniánů Nanebevzetí Panny Marie poblíž Edirne, kde roku 1899 dokončil své základní a střední vzdělání. V roce 1900 vstoupil v Phanaraki u Konstantinopole do noviciátu kongregace Augustiniánů Nanebevzetí Panny Marie a dne 25. května 1902 zde v kongregaci složil své doživotní řeholní sliby. Zvolil si řeholní jméno Josafat. Po studiích filozofie a teologie na Univerzitě v Lovani byl v roce 1909 vysvěcen na kněze latinského obřadu v belgickém Malines.
Po návratu do Bulharska vyučoval na katolických středních školách v Plovdivu ve Varně. Později se přestěhoval do Jambolu, kde působil jako představený a rektor menšího semináře sv. Cyrila a Metoděje. Mimo to zde vykonával pastorační činnost v místní farnosti. Byl otevřený technice a vědě a jako první ve městě měl psací stroj v azbuce. Znal se zde s Mons. Angelem Roncallim, budoucím papežem sv. Janem XXIII., který byl v letech 1925–1934 v Bulharsku apoštolským vizitátorem a často navštěvoval jím vedený menší seminář.
V roce 1937 byl jmenován provinciálním představeným a vrátil se na kolej ve Varně, kde pak také působil jako rektor a učitel. Zasloužil se o rozšíření semináře v Jambolu o seminaristy náležející k bulharské řeckokatolické církvi tak, aby procházeli společnou formací s římskokatolickými uchazeči o kněžství. Organizoval fundraisingové aktivity pro svoji kongregaci a učil francouzštinu učitele, státní úředníky a důstojníky bulharské armády. Byl velkým příznivcem technického pokroku, v semináři zavedl rozhlas a promítačku. Když v roce 1948 převzali moc v Bulharsku komunisté a zahraniční kněží byli nuceni Bulharsko opustit, byl jmenován farářem latinské farnosti ve Varně.
V prosinci roku 1951 byl zatčen a obviněn ze špionáže. Při následném monstrprocesu, který začal 29. září 1952 a skončil 3. října téhož roku, byl on a další dva jeho společníci z kongregace, Kamen Vičev a Pavel Džidžov a také biskup z Nicopolis Evgenij Bosilkov shledáni vinnými a odsouzeni k trestu smrti. Popraven zastřelením byl spolu s nimi popravčí četou na půdě věznice v Sofii ve 23:30 večer dne 11. listopadu 1952. Pohřben byl do hromadného hrobu a jeho ostatky nebyly nalezeny. Dne 28. července 2010 byl Bulharským národním shromážděním spolu s dalšími odsouzenými v monstrprocesu roku 1952 posmrtně rehabilitován.

## Úcta
Beatifikační proces jeho a dalších dvou mučedníků, Kamena Vičeva a Pavla Džidžova, započal dne 19. září 1995, čímž obdrželi titul služebníci Boží. Dne 23. dubna 2002 podepsal papež sv. Jan Pavel II. dekret o jejich mučednictví.
Blahořečen pak byl spolu s nimi dne 26. května 2002 v Plovdivu papežem sv. Janem Pavlem II.
Jeho památka je připomínána 13. listopadu. Bývá zobrazován v řeholním oděvu.